# Dedina, Veliko Tărnovo
Dedina (în bulgară Дедина) este un sat în comuna Zlatarița, regiunea Veliko Tărnovo,  Bulgaria. 

## Demografie
Componența etnică a satului Dedina
     Bulgari (100%)
     Nicio identificare (0%)
     Altele (0%)
La recensământul din 2011, populația satului Dedina era de 36 locuitori. Din punct de vedere etnic, toți locuitorii erau bulgari.